# Annerose Zibolsky
Annerose Zibolsky (* 4. Juli 1921 in Berlin-Spandau) ist eine deutsche Politikerin (CDU/FDJ).

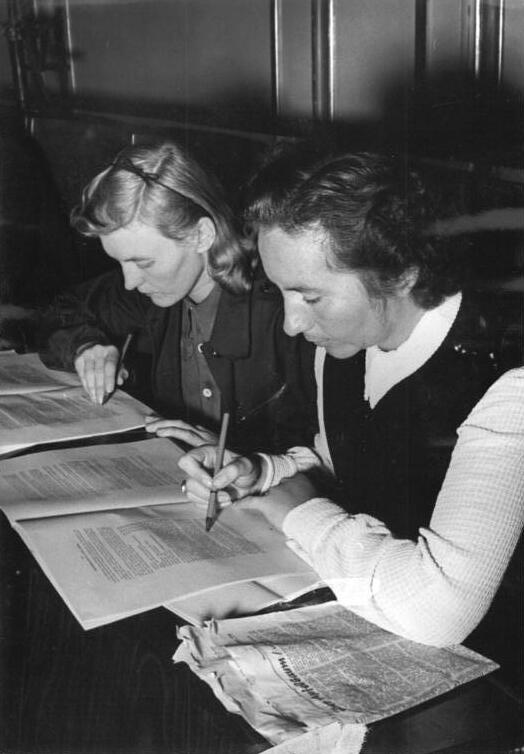
Annerose Zibolsky (rechts) 1951 neben Iris Wittig

## Leben
Annerose Zibolsky besuchte die Volksschule und erhielt zwei Jahre Privatunterricht, bevor sie nach 1940 als Werksschwester tätig war. Seit 1946 war sie Mitglied der Christlich-Demokratischen Union Deutschlands (CDU) der SBZ bzw. der DDR, und im Kreisverband Potsdam organisiert. Nach 1945 gründete sie den Jugendausschuss im Land Brandenburg und arbeitete 1946 als Referentin in der FDJ-Landesleitung Brandenburg. 1946, 1947 und 1949 wurde sie in den Zentralrat der FDJ gewählt. 1949 war sie Jugendreferentin im CDU-Landesvorstand und 1950 FDJ-Funktionärin in Potsdam-Drewitz. Später arbeitete sie als Redakteurin in Potsdam.
Bei den Landtagswahlen in der SBZ am 20. Oktober 1946 wurde sie zum Mitglied des Landtages von Brandenburg der 1. Wahlperiode (1946–1950) gewählt und bei der Volkskammerwahl am 15. Oktober 1950 zum Mitglied der 1. Wahlperiode (1950–1954) der Volkskammer der DDR.